# Voyager 1

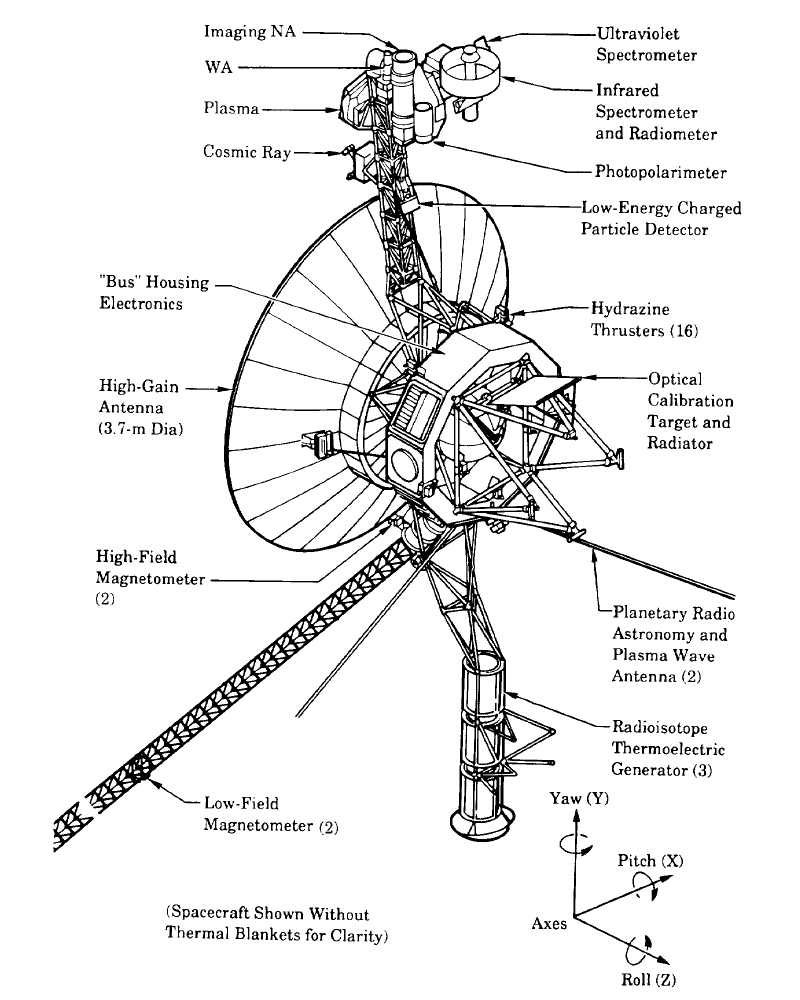
Schematische tekening van de sonde.

Baan van Voyager 1 en 2.

Voyager 1 is een onbemande ruimtesonde die op 5 september 1977, kort na de lancering van Voyager 2, vanaf Cape Canaveral Lanceerplatform 41 door middel van een Titan IIIE-draagraket gelanceerd werd. Met een afstand tot de zon van 125 AE (18,7 miljard kilometer) heeft Voyager 1 in augustus 2013 de heliosfeer verlaten en, als eerste door mensen vervaardigd object, de interstellaire ruimte bereikt. Op 5 september 2017, precies 40 jaar na de lancering, bevond de Voyager 1 zich op een afstand van 20,88 miljard kilometer van de Aarde. De snelheid ten opzichte van de zon was op dat moment 17,00 km/s.

## Missie
Halverwege de jaren 60 van de twintigste eeuw dacht men bij NASA na over een "Grand Tour" om de buitenste planeten van het zonnestelsel te bestuderen. De Grand Tour zou gebruikmaken van een gunstige uitlijning van Jupiter, Saturnus, Uranus, Neptunus en Pluto eind jaren 70 die maar eens in de 175 jaar voorkomt. Bezuinigingen resulteerden in 1972 echter in een vroegtijdig einde van de "Grand Tour". Veel elementen van de plannen werden niettemin toegepast bij het Voyagerprogramma.
Oorspronkelijk was Voyager 1 als "Mariner 11" van het Marinerprogramma gepland. Onder druk van bezuinigingen werd de missie echter versimpeld tot een flyby van Jupiter en Saturnus en "Mariner Jupiter-Saturn" genoemd. Later werd de naam gewijzigd in Voyager, omdat de sonde wel erg begon af te wijken van voorgaande Mariner missies.

### Ontwerp
Voyager 1 is ontworpen door het Jet Propulsion Laboratory. De sonde bevat zestien hydrazine thrusters, drie gyroscopen en referentie-instrumenten om de antenne op de Aarde gericht te houden. Tezamen met back-upinstrumenten en acht extra thrusters, vormen deze het Attitude and Articulation Control Subsystem (AACS). Daarnaast zijn er elf wetenschappelijke instrumenten aan boord voor het bestuderen van onder andere planeten.

#### Communicatiesysteem
Het communicatiesysteem van Voyager 1 is ontworpen om tot buiten het zonnestelsel te worden gebruikt. Het systeem bestaat uit een schotelantenne met een diameter van 3,7 meter. Via de antenne kunnen radiosignalen worden ontvangen van en verstuurd naar de drie Deep Space Network-stations op Aarde.
Wanneer Voyager 1 niet direct met de Aarde kan communiceren worden de data opgeslagen op een digitale bandrecorder met een capaciteit van 67 megabytes. In 2024 deed een signaal van Voyager 1 er 22,5 uur over om de Aarde te bereiken.

#### Energievoorziening
Voor de energievoorziening heeft Voyager 1 drie thermo-elektrische radio-isotopengeneratoren aan boord. Elke generator bevat 24 bollen plutonium(IV)oxide, verrijkt met de isotoop plutonium-238. Ten tijde van de lancering leverden de generatoren samen 470 watt. Doordat de brandstof een halveringstijd van 87,7 jaar heeft neemt het vermogen continu af. Tegen 2025 zal geen enkel instrument meer stroom krijgen.

### Boodschap
Voyager 1 heeft een gouden grammofoonplaat bij zich, de Voyager Golden Record, bedoeld als boodschap aan buitenaardse beschavingen. Hierop staan tekeningen en geluiden afkomstig van de aarde. Verder bevat de plaat symbolen die dienen als handleiding om hem te kunnen afspelen. De inhoud van deze plaat is samengesteld door een commissie onder leiding van Carl Sagan.

## Missieverloop en mijlpalen

### Lancering
Voyager 1 werd op 5 september 1977 vanaf lanceerplatform 41 van Cape Canaveral met een Titan IIIE-raket gelanceerd. Voor extra snelheid was er een Star 37 bovenstetrap aan deze raket toegevoegd. Voyager 2 was twee weken eerder, op 20 augustus, gelanceerd. Hoewel Voyager 1 later was gelanceerd bereikte hij zowel Jupiter als Saturnus als eerste, omdat hij een kortere route volgde.

### Jupiter
Voyager 1 fotografeerde Jupiter van januari tot april 1979. De twee Voyager-ruimtesondes deden enkele interessante ontdekkingen over Jupiter en zijn manen, onder meer de ontdekking van het bestaan van zwavelvulkanen op de maan Io, die nog niet door voorgaande ruimtevaartuigen was verkend.

### Saturnus
Voyager 1 ging verder en vloog in november 1980 langs Saturnus. Hij bestudeerde de planeet en zijn maan Titan en detecteerde complexe structuren in de ringen van Saturnus.

### Verlaten van de heliosfeer
In 1990 stuurde Voyager 1 de eerste foto's, genomen buiten het zonnestelsel, door naar de Aarde. Op de foto's staan zes planeten, waaronder de Aarde, van een afstand van zes miljard kilometer.
Dit zijn ook de laatste foto's van de ruimtesonde voordat de camera definitief werd uitgeschakeld.
Op 17 februari 1998 bereikte Voyager 1 een afstand van 69 AE van de Zon. Daarmee nam hij de plaats van Pioneer 10 over als verst van de Aarde verwijderde door de mens gemaakte object.
Op 12 augustus 2006 overschreed Voyager 1 de grens van 100 AE.

### Interstellair medium
In 2010 bereikte de Voyager 1 een nieuw gebied op de overgang van het zonnestelsel naar de interstellaire ruimte (eind 2011 door NASA bevestigd). Nog in 2010 werd vanaf 113 AE het stagnatiegebied door Voyager 1 bevestigd. De snelheid van de zonnewind loopt daar terug naar nul, het magnetisch veld verdubbelt, en het aantal elektronen dat met hoge energie van buiten het zonnestelsel komt, neemt met een factor 100 toe.
In juni 2012 werd bekend dat de Voyager 1 een toename van kosmische straling heeft gemeten, hetgeen aangaf dat Voyager 1 in de buurt van de heliopauze was aangekomen. In augustus 2012 verliet de Voyager 1 het zonnestelsel, als eerste ruimtesonde in de geschiedenis, en bereikte de interstellaire ruimte. Dit nieuws werd pas op 12 september 2013 definitief door NASA bevestigd, omdat de grens van het zonnestelsel niet eenduidig is.

### Motoren na 37 jaar gestart
Omdat men er in 2014 achter kwam dat de stikstof-stuwers waarmee Voyager 1 zich richt minder krachtig werden, werd besloten de raketmotoren van het type MR-103 te testen om te zien of Voyager 1 zich hier mee kan richten. Deze trajectory correction maneuver-thrusters (TCM-motoren) waren in 1980 voor het laatst gebruikt toen Voyager 1 langs Saturnus en zijn manen vloog. Op 28 november 2017 werden voor het eerst sinds 37 jaar de motoren van Voyager 1 opgestart om een reeks pulsen van steeds 10 milliseconden te geven. Een dag later bleek dat de motoren nog perfect werken. De data van Voyager 1 deden er 19 uur en 35 minuten over om de aarde te bereiken. Het is de bedoeling om voor de besturing van Voyager 1 in januari 2018 over te schakelen naar de TCM-motoren. Wanneer de brandstof hiervan opraakt zal de besturing weer met de stikstof-stuwers worden gedaan.

### Communicatieproblemen 2023-2024
Eind 2023 ontving JPL alleen nog maar onbruikbare incomplete data van Voyager 1. Men kwam erachter dat drie procent van een geheugenchip van het communicatiesysteem defect was geraakt. Men bedacht een plan om middels een softwarepatch de communicatie om te leiden via geheugen van andere onderdelen van de sonde. Op 23 april 2024 werd bekendgemaakt dat er weer bruikbare data waren ontvangen.

## Afstand tot de zon
Doordat de Aarde om de Zon draait loopt de afstand tot de Voyagers een deel van het jaar terug. De afstand tot de Zon neemt wel continu toe. Op de website van de NASA is te zien hoe ver de Voyagers 1 en 2 van de zon verwijderd zijn en hoelang het licht van de zon er over doet om de Voyagers te bereiken. In juli 2023 was de Voyager 1 159,9 AE (2,39 × 1010 km) van onze zon verwijderd, ofwel 0,002 lichtjaar. Ter vergelijking: de dichtstbijzijnde ster - afgezien van de Zon - is 266.877 AE ofwel 4,22 lichtjaar verwijderd van de Aarde. De snelheid ten opzichte van de Zon bedroeg in augustus 2020 17,00 km/s of 61.198 kilometer per uur, ofwel 3,6 AE per jaar. Het dataverkeer tussen Aarde en de Voyagers heeft te maken met vertraging ter grootte van de duur van een retourtje Aarde-Voyager-Aarde (roundtrip delay time). In 2024 bedroeg de vertraging al 45 uur.

## Afbeeldingen

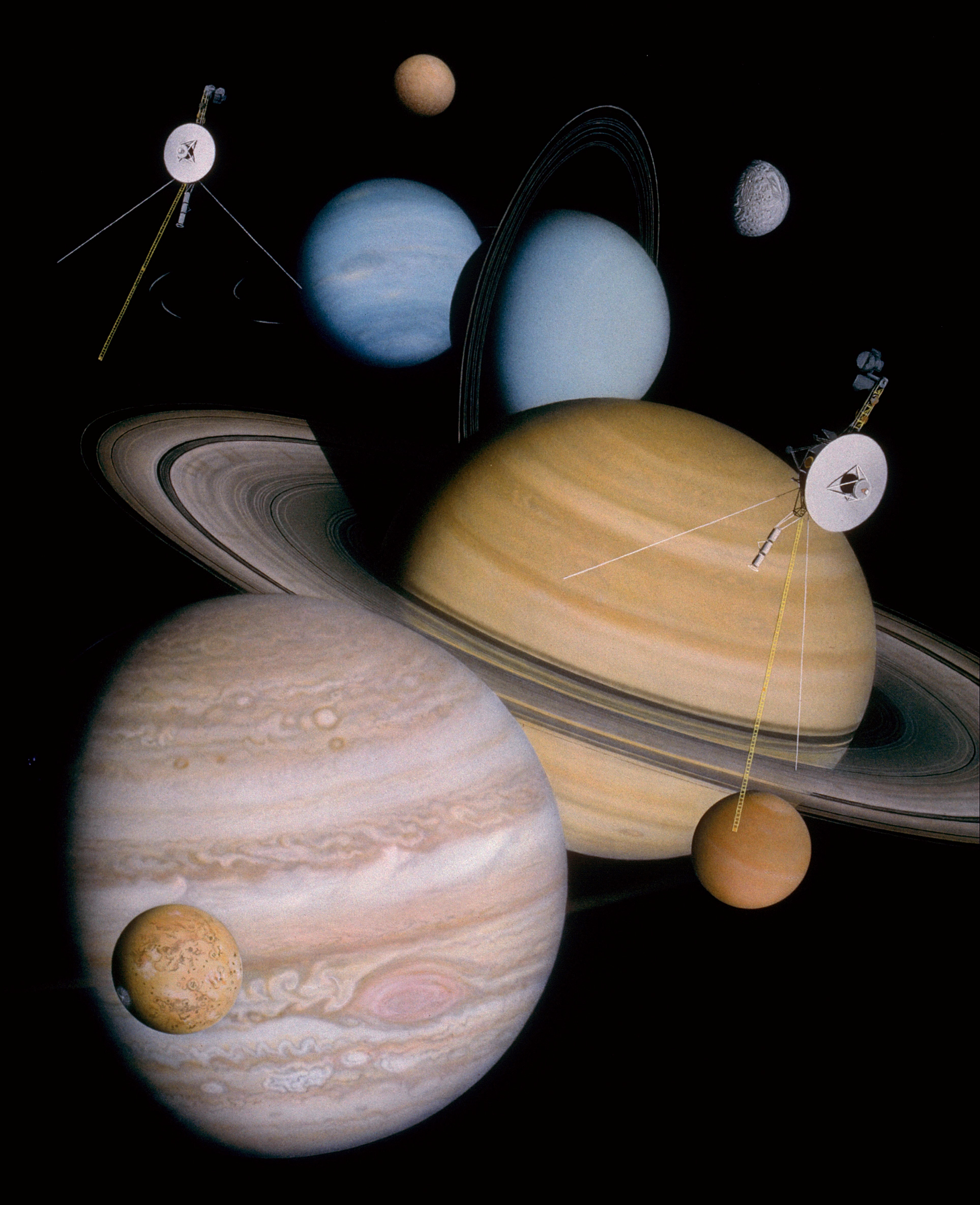
Voyager 1 en 2
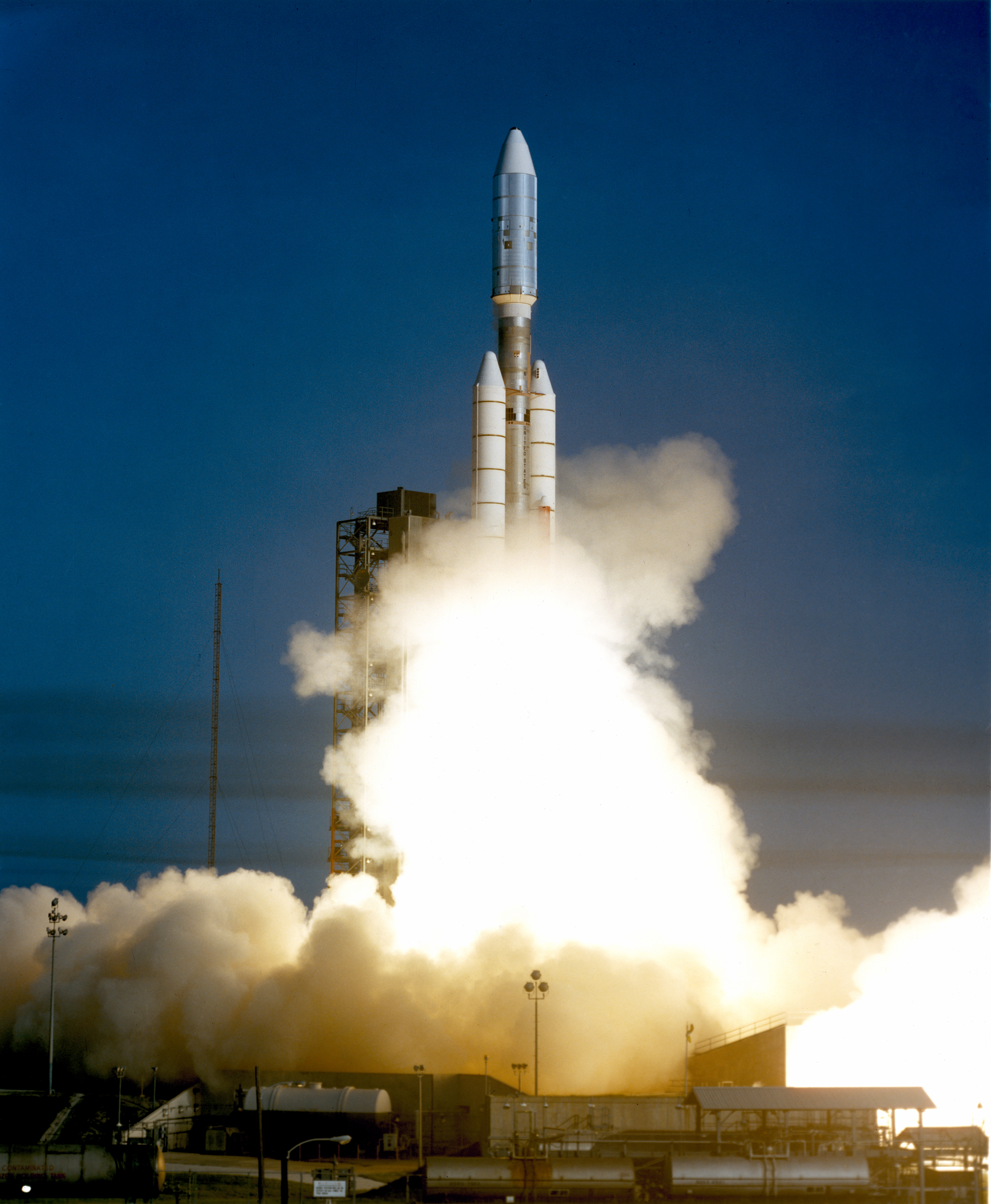
Lancering van Voyager 1
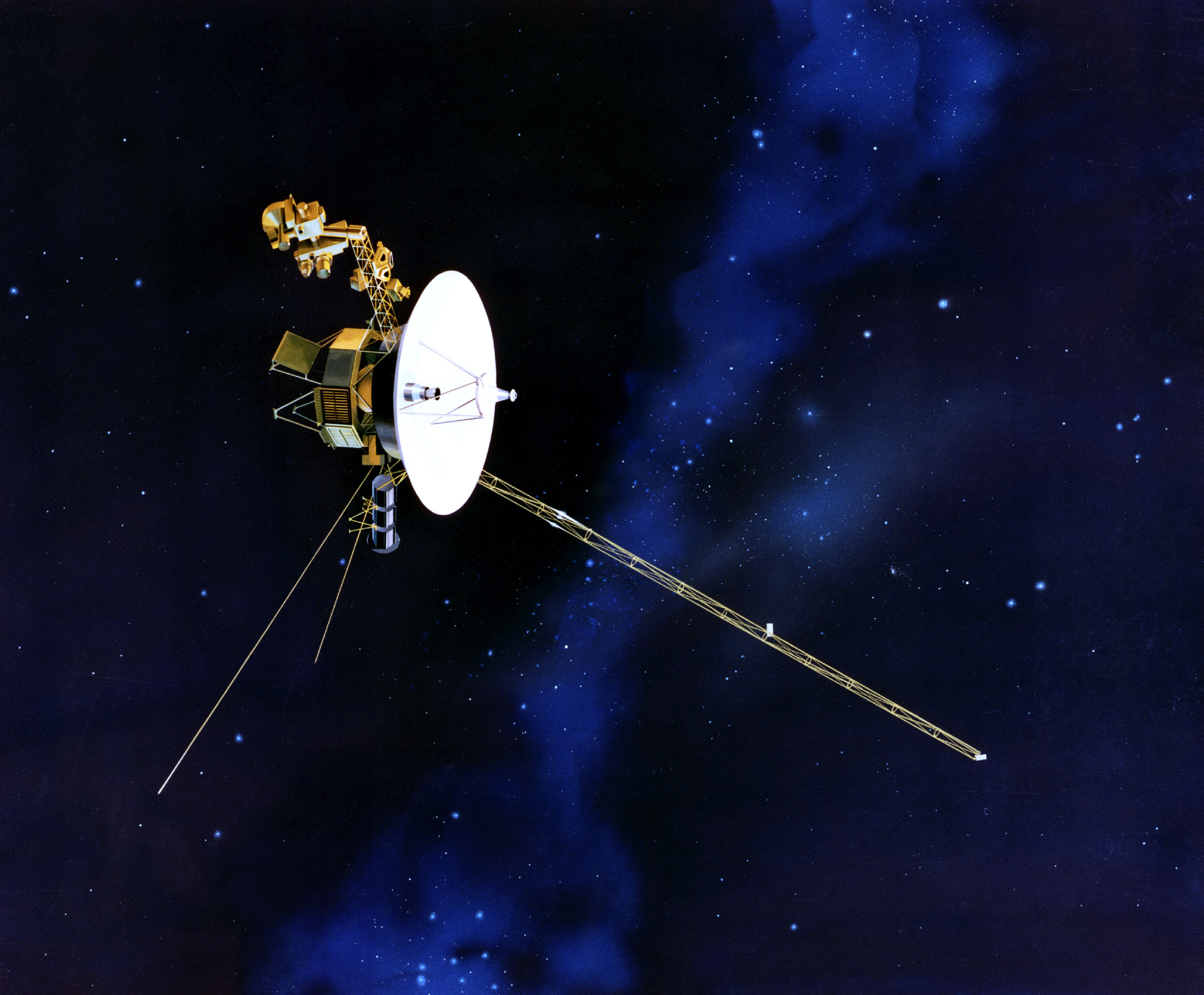
Voyager 2